# Флацата
Флаца̀та (на гръцки: Φλατσάτα) е планина в Костурско, Западна Македония, Гърция.

## Описание
Планината е разположена в северозападната част на Костурско, в планинската област на запад-северозапад от Света Неделя (Агия Кириаки) на 740 m и Ошени (Инои) на 730 m, близо до границата с Албания (пирамиди 35 – 36) и до Костенечката река. Това е южният край на планинския масив Буче (Буци или Мали Мади), с който се присъединява към билото Дервено (950 m). На юг достига Четирската река на 750 m, приток на Бистрица (Алиакмонас), чиято долина я отделя от Алевица.
Съставена е от конгломератни скали и пясъчници. Изкачването до върха Флацата може да стане за 1 час от Кърчища (Полянемо).
В южната част на върха Флацата е построена църквата „Света Марина“.
| Име         | Име                      | Височина | Местоположение                                                     |
| ----------- | ------------------------ | -------- | ------------------------------------------------------------------ |
| Восковец    | Βοσκοβέτσι, Γκαμήλα      | 996 m    | северно над Кърчища (Полянемо)                                     |
| Гоцово      | Γκοτσόβο, Άγιος Γεώργιος | 1002 m   | северозападно над Кърчища (Полянемо)                               |
| Диамандула  | Διαμαντούλα              | 960 m    | северозападно над Кърчища (Полянемо)                               |
| Света Петка | Αγία Παρασκευή           | 941 m    | югоизточно над Кърчища (Полянемо) и северозападно над Ошени (Инои) |
| Свети Йоан  | Άγιος Ιωάννης            | 1017 m   | близо до албанската граница, северозападно над Кърчища (Полянемо)  |
| Флацата     | Φλατσάτα                 | 1081 m   | североизточно над Кърчища (Полянемо)                               |